# Aussichtsturm Ketelvierth

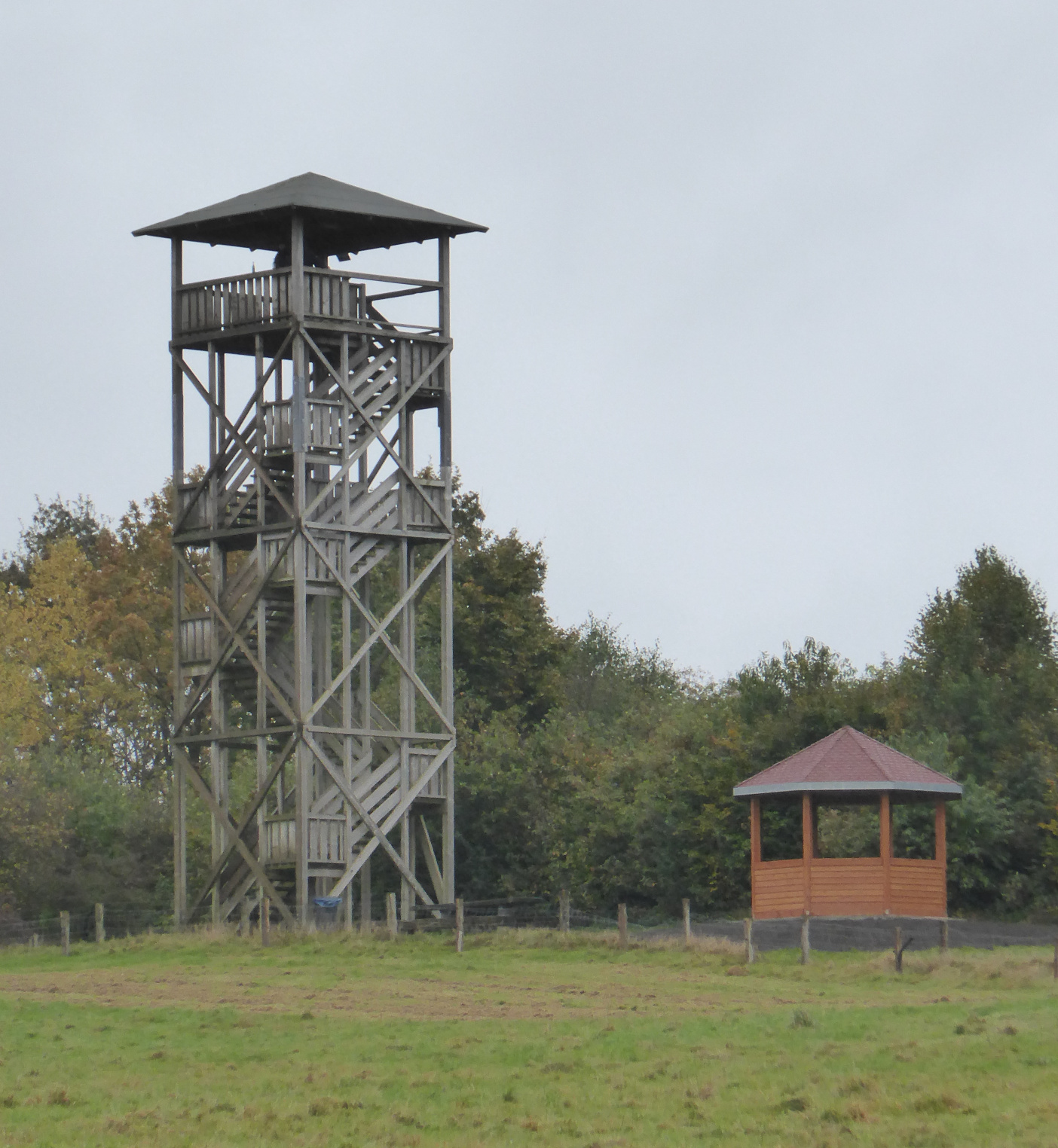
Aussichtsturm Ketelvierth im Oktober 2016

Der Aussichtsturm Ketelvierth ist ein 16,4 Meter hoher Aussichtsturm in der Gemeinde Großenaspe in Schleswig-Holstein.
2003 war der Turm im Rahmen eines Dorfentwicklungsprogramms auf dem 73,2 Meter hohen Berg Ketelvierth errichtet worden. Im Jahr 2010 wurde der ursprünglich zwölf Meter hohe Turm um gut vier Meter aufgestockt, um wieder einen Blick über die Baumwipfel zu bieten.